# Vochysia guatemalensis
El chilacayote, cozolmeca, palo de agua o palo de tecolote (Vochysia guatemalensis), o San Juan del Pozo, chancho (Honduras) es una especie de planta de la familia Vochysiaceae.

## Clasificación y descripción
Árbol de porte mediano a grande, que alcanza 25 a 45 m de altura y un diámetro a la altura del pecho (dap) de hasta 1.8 metros. El fuste es cilíndrico y recto hasta dos tercios de su altura, cilíndrico y libre de ramas, aunque a veces se bifurca. La copa es redondeada, angosta y muy densa. Corteza: corteza lisa, con color gris claro. Hojas simples opuestas en grupos de 3-4, 15 a 20 cm y 5 a 7 cm de ancho, brillantes en el haz. Flores: Los árboles son muy vistosos al florecer; con pétalos amarillos en las flores. El fruto es una cápsula con cavidades oblonga y estrecha, como 7 cm de largo y 2.5 cm de ancho. Hay 3 semillas por cápsula, cada semilla con alas unilaterales con muchos pelos en la cabeza de la semilla.

## Distribución
En México se localiza en los estados de  Veracruz, Tabasco, Oaxaca y Chiapas. También se localiza en todo Centroamérica hasta Colombia, y en esos países recibe otros nombres comunes.

## Ambiente
Es una especie heliófita, de rápido crecimiento, de la selva húmeda, aunque también se puede encontrar en selva semicaducifolia. Generalmente forma rodales casi puros en terrenos agrícolas abandonados y es abundante en llanuras y valles en las orillas de ríos. Aunque puede crecer en altitudes de hasta 1200 m, su mejor crecimiento se da en altitudes menores. Requiere de precipitaciones altas que van de 2500 a 5000 mm de lluvia por año, sin una época seca prolongada, así como una temperatura promedio anual de 24 °C a 30 °C. Crece en suelos arcillosos, ácidos  del tipo aluviales, de fertilidad media a baja, con una alta concentración de hierro y bauxita, debido a su capacidad a acumular aluminio.

## Estado de conservación
Es una especie maderable, que puede ser empleada para la fabricación de muebles, en la construcción o para la fabricación de papel. Al secar tiende a torcerse mucho, lo cual implica que el secado debe de hacerse lentamente, a la sombra, y con mucho peso encima para que la deformación sea mínima.. Esta especie no se encuentra bajo ninguna categoría de protección de acuerdo a la NOM-059- ECOL- SEMARNAT- 2010. Tampoco se encuentra bajo alguna categoría de protección de acuerdo a la UICN.